# Andvare
Andvare er i nordisk mytologi navnet på en meget rig dværg, som Loke bestjal for alt, hvad han ejede.. Blandt hans ejendele var også en forbandet ring, Andvarenaut, som altid ville kaste ulykke over sin ejermand. Historien om Lokes tyveri kan læses i artiklen om Fafner.
| Nordisk mytologi | Spire Denne artikel om nordisk religion og mytologi er en spire som bør udbygges. Du er velkommen til at hjælpe Wikipedia ved at udvide den. |